# Secuestro del vuelo de Indian Airlines de 1971
El 30 de enero de 1971, un avión Fokker F27 de Indian Airlines, conocido como "Ganga", que operaba en una ruta doméstica desde el aeropuerto de Srinagar al aeropuerto de Jammu-Satwari, fue objeto de un secuestro. Los secuestradores eran dos separatistas cachemires vinculados al Frente de Liberación Nacional (NLF, precursor del actual Frente de Liberación de Jammu y Cachemira). Los secuestradores fueron identificados como Hashim Qureshi y su primo Ashraf Qureshi. El avión fue llevado al aeropuerto de Lahore en Pakistán, donde se liberaron a los pasajeros y la tripulación, y el avión fue incendiado.
"Ganga" era uno de los aviones más antiguos de la flota de Indian Airlines y ya había sido retirado del servicio. Sin embargo, fue nuevamente incorporado días antes del secuestro.
En respuesta al secuestro y al posterior incendio del avión, India tomó medidas restringiendo los sobrevuelos de aviones paquistaníes sobre su territorio. Esta prohibición tuvo un impacto importante en el desplazamiento de tropas hacia lo que antes era Pakistán Oriental, ahora conocido como Bangladés, en el período previo a la guerra de diciembre de 1971 entre ambos países. Pakistán reaccionó acusando a los secuestradores y a otros militantes del Frente de Liberación Nacional de conspiración. Esta represión debilitó de manera significativa a la organización militante. Posteriormente, el líder del movimiento, Amanulá Khan, se trasladó al Reino Unido, donde estableció una nueva organización llamada Frente de Liberación de Jammu y Cachemira.

## Planificación

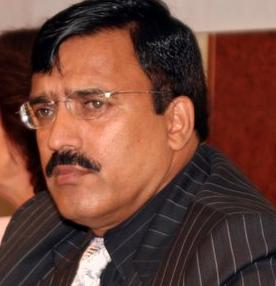
Hashim Qureshi, condenado por el secuestro en Pakistán

Hashim Qureshi, un residente de Srinagar que había viajado a Peshawar por asuntos familiares en 1969, entró en contacto con Maqbool Bhat del Frente de Liberación Nacional, un grupo autodenominado como el 'ala armada' del Frente del Plebiscito Azad Cachemira. Qureshi fue persuadido para unirse al Frente de Liberación Nacional y recibió educación ideológica y entrenamiento en tácticas de guerrilla en Rawalpindi.
Con el objetivo de llamar la atención mundial hacia el movimiento de independencia de Cachemira, el Frente de Liberación Nacional planificó un secuestro de avión, siguiendo el ejemplo de los secuestros en Dawson's Field perpetrados por militantes palestinos. Hashim Qureshi, junto con su primo Ashraf Qureshi, fue encargado de llevar a cabo el secuestro. Un expiloto de la fuerza aérea pakistaní, Jamshed Manto, lo entrenó para esta tarea. Sin embargo, Hashim Qureshi fue detenido por la Fuerza de Seguridad Fronteriza de la India cuando intentaba regresar a Cachemira, India, con armas y equipo. Negoció su liberación afirmando que ayudaría a identificar a otros conspiradores que supuestamente estaban en territorio indio, y solicitó una reunión con la Fuerza de Seguridad Fronteriza para proporcionar esta información.
Mientras tanto, Maqbool Bhat envió equipo de reemplazo para llevar a cabo el secuestro, pero este equipo cayó en manos de un agente doble, quien luego lo entregó a las autoridades indias. A pesar de estos contratiempos, los Qureshi fabricaron explosivos de madera y llevaron a cabo el secuestro de un avión de Indian Airlines llamado "Ganga" el 30 de enero de 1971.

## Incendio
Los secuestradores llevaron el avión a Lahore y exigieron la liberación de 36 prisioneros pertenecientes al Frente de Liberación Nacional que estaban detenidos en cárceles de la India. Sin embargo, cedieron a la presión de las autoridades aeroportuarias y finalmente liberaron a todos los pasajeros y miembros de la tripulación. Años después, Ashraf Qureshi admitió que habían sido ingenuos y no habían comprendido que "los pasajeros eran más importantes que el avión en sí".
En ese momento, el ministro paquistaní Zulfikar Bhutto se presentó en el aeropuerto y elogió a los secuestradores en un gesto de apoyo. Sin embargo, el gobierno indio rechazó cumplir con las demandas planteadas. Durante un período de ochenta horas, la aeronave permaneció en la pista, durante la cual el personal de seguridad paquistaní registró minuciosamente la aeronave y retiró los documentos y las valijas postales que se encontraban a bordo. Finalmente, siguiendo el consejo de las autoridades, Hashim Qureshi optó por incendiar el avión.

## Campaña

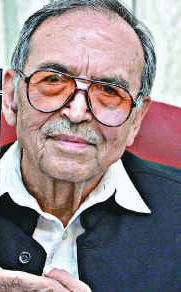
Amanulá Khan, el fundador de JKLF

Durante un período de tiempo, los Qureshi fueron elogiados como héroes debido a su acción. Sin embargo, cuando India respondió al secuestro prohibiendo los sobrevuelos de aviones paquistaníes sobre su territorio, las autoridades pakistaníes comenzaron a acusar a India de estar detrás del secuestro. Arrestaron a los secuestradores y a todos sus colaboradores. Un comité de investigación liderado por el juez Noorul Arifeen afirmó que el secuestro había sido una conspiración dirigida por India, basándose en el hecho de que Hashim Qureshi había sido nombrado en la Fuerza de Seguridad Fronteriza.
Además de los secuestradores, también fueron detenidos Maqbool Bhat y otros 150 miembros del Frente de Liberación Nacional. Luego, siete personas fueron llevadas a juicio, mientras que los demás permanecieron detenidos sin cargos. El Tribunal Superior absolvió a todos los acusados de los cargos de traición. Sin embargo, Hashim Qureshi fue declarado culpable de terrorismo y sentenciado a siete años de prisión. De manera irónica, Ashraf Qureshi fue liberado, a pesar de que había participado en igual medida en el secuestro. Esto se atribuye a un acuerdo realizado por Zulikar Bhutto, quien en ese momento era el presidente de Pakistán. Bhutto anunció que condenaría a uno de los secuestradores pero liberaría al otro.
Amanulá Khan, el líder del Frente del Plebiscito, también enfrentó prisión durante 15 meses en una instalación en Gilgit entre 1970 y 1972, acusado de ser un agente indio. Fue liberado tras estallar protestas en Gilgit. Trece de sus compañeros recibieron condenas de 14 años, pero fueron liberados después de un año. Según Hashim Qureshi, alrededor de 400 activistas del Frente del Plebiscito y el Frente de Liberación Nacional fueron detenidos en Pakistán después del secuestro del avión Ganga. Abdul Khaliq Ansari, quien fue arrestado y sometido a tortura, declaró ante el Tribunal Superior que el secuestro de Ganga motivó a la gente a cuestionar las corruptas prácticas de los líderes en la región de Jammu y Cachemira ocupada por Pakistán (POJK), lo que llevó al gobierno a arrestarlos y forzarlos a confesar ser agentes indios en respuesta.

Para evadir la estricta vigilancia y la presión del gobierno de Pakistán, Amanulá Khan y Abdul Khaliq Ansari se trasladaron al Reino Unido, donde recibieron un fuerte respaldo de la diáspora de Mirpuri. Khan transformó la rama británica del Frente del Plebiscito en una nueva organización llamada Frente de Liberación de Jammu y Cachemira, que finalmente lideró la insurgencia en Cachemira durante la década de 1980.

## En los medios populares
En mayo de 2023, se lanzó una película llamada IB71, protagonizada por Vidyut Jammwal, que se inspira en el incidente al que se hace referencia.

## Otros artículos
- Kishin R. Wadhwaney (2005). Indian Airports (Shocking Ground Realities). Diamond Pocket Books. ISBN 978-81-288-0872-2.
- Willem Wendt (1993). Fokker 100 Production List. Stichting Airnieuws Nederland. ISBN 978-90-74250-08-5.